# 新安镇 (灌南县)
新安镇，是中华人民共和国江苏省连云港市灌南县下辖的一个乡镇级行政单位。

## 行政区划
新安镇下辖以下地区：
镇东社区、人民社区、镇郊社区、镇北社区、镇中村、曹庄村、公兴村、镇西村、吴圩村、渔场村、尹湖村、大胜村、刘园村、袁闸村、新东村、于营村、管庄村、武障河村、武庄村、小庙村、大庙村、郝圩村、于圩村、闸北村、小园村、大户村、东王村、宋集村、苏口村、陈庄村、大吴村、相庄村和龙沟村。